# فيليبي فيلاغران
فيليبي فيلاغران (بالإسبانية: Felipe Villagrán)‏ هو لاعب كرة قدم تشيلي في مركز الوسط، ولد في 17 مارس 1997 في سانتياغو في تشيلي. لعب مع سبورتينغ براغا.

## وصلات خارجية
- فيليبي فيلاغران على موقع قاعدة بيانات كرة القدم.إي يو (الإنجليزية)
- فيليبي فيلاغران على موقع Soccerway.com (الإنجليزية)
- فيليبي فيلاغران على موقع عالم كرة القدم.نت (الإنجليزية)